# Ciclón Amphan
La tormenta súper ciclónica Amphan o ciclón Amphan (designación JTWC: 01B) fue un poderoso y mortífero ciclón tropical que causó daños generalizados en el este de la India y Bangladés en mayo de 2020. Fue el ciclón tropical más fuerte que golpeó la Delta del Ganges desde el ciclón de Odisha de 1999. Causando daños por más de US $13 mil millones, Amphan también es el ciclón tropical más costoso jamás registrado en el Océano Índico Norte, superando el récord del ciclón Nargis de 2008.
El primer ciclón tropical de la temporada de ciclones del Índico Norte de 2020. Amphan es la primera tormenta súper ciclónica en la Bahía de Bengala desde el ciclón en Odisha de 1999. Se espera que la tormenta toque tierra entre Digha (Bengala Occidental, India) y las Islas Hatia (Bangladés) el miércoles 20 de mayo de 2020. El ciclón Amphan es el segundo ciclón tropical más intenso de todo el 2020.
La primera depresión, llamada tormenta y tormenta súper ciclónica de la temporada de ciclones en el Índico Norte de 2020, los orígenes de Amphan se pueden rastrear hasta un área de baja presión situada sobre la Bahía de Bengala el 29 de abril. A las 00:00 UTC del 16 de mayo, se formó una depresión en el sureste de la Bahía de Bengala. Seis horas después, el Departamento Meteorológico de la India (IMD) mejoró el sistema a una depresión profunda. Alrededor de las 15:00 UTC, el sistema se desarrolló aún más en la tormenta ciclónica que llevó el nombre Amphan. Esa mañana, se levantaron advertencias de deslizamientos de tierra e inundaciones para partes de India y Sri Lanka, dadas las expectativas de lluvias torrenciales en los próximos días. A las 09:00 UTC del 17 de mayo, Amphan se había intensificado en una tormenta ciclónica muy severa. En 12 horas, la tormenta había desarrollado un ojo y comenzó a intensificarse rápidamente, convirtiéndose en una tormenta ciclónica extremadamente severa. Según el Centro Conjunto de Advertencia de Tifones (JTWC), se intensificó explosivamente de un ciclón equivalente a la categoría 1 a un ciclón equivalente a la categoría 4 en solo 6 horas. A la mañana siguiente, alrededor de las 10:30 UTC, el IMD mejoró Amphan a una tormenta súper ciclónica con vientos sostenidos de 3 minutos de 230 km/h (145 mph) y una presión mínima de 925 hPa (27.46 inHg). Esto marcó el segundo año consecutivo con una tormenta súper ciclónica, el año anterior vio al Ciclón Kyarr en el Mar Arábigo.
El 20 de mayo, entre las 10:00 y las 11:00 UTC, Amphan tocó tierra en Bengala Occidental. En ese momento, el Centro Conjunto de Advertencia de Tifones (JTWC) estimó los vientos sostenidos de 1 minuto de Amphan a 85 nudos (100 mph; 155 km/h). Amphan se debilitó rápidamente una vez tierra adentro, y se convirtió en un remanente bajo a las 12:00 UTC del 21 de mayo de 2020.
Las zonas costeras de Odisha, así como Kolkata, Hoogly, Howrah y las 24 Parganas del Norte y del Sur en Bengala Occidental fueron afectadas por el ciclón. El ciclón también causó una destrucción significativa en Bangladés.

## Historia meteorológica

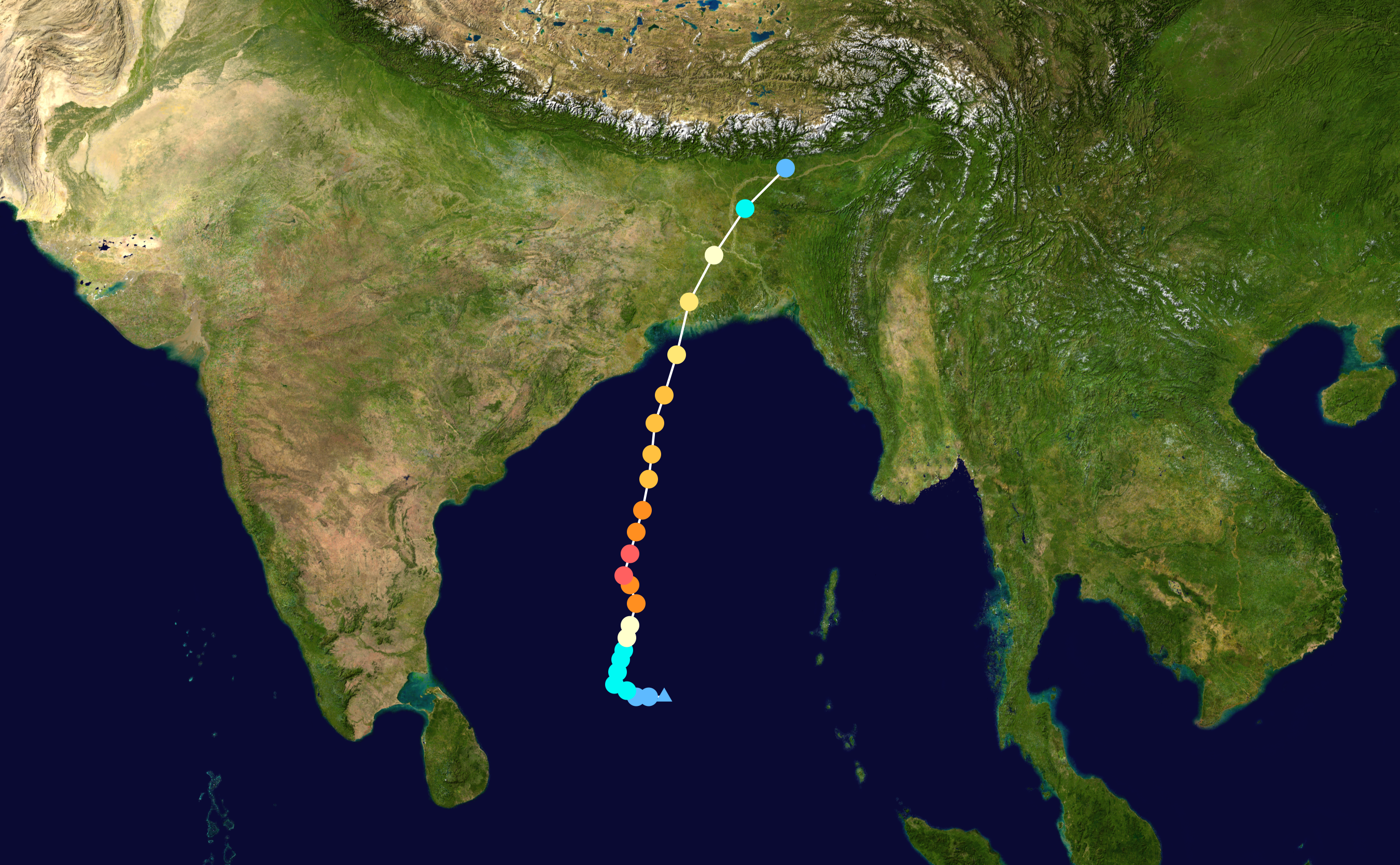
Mapa que traza la trayectoria y la intensidad de la tormenta, de acuerdo con la escala de huracanes de Saffir-Simpson

Durante el 13 de mayo de 2020, se desarrolló un área de baja presión sobre el sureste de la Bahía de Bengala, a unos 1,020 km (635 millas) al sureste de Visakhapatnam, en el estado indio de Andhra Pradesh. El sistema tenía una circulación amplia de bajo nivel y estaba ubicado dentro de un entorno favorable para un mayor desarrollo, con buen flujo de salida, temperaturas cálidas en la superficie del mar y bajo viento vertical. Durante los siguientes días, el sistema se hizo más marcado a medida que se consolidaba gradualmente, con bandas de convección atmosférica profunda que se envolvían en el centro de circulación de bajo nivel del sistema.ref>Tropical Weather Outlook for the North Indian Ocean May 14, 2020 06z, India Meteorological Department, 14 de mayo de 2020, archivado desde el original el 18 de mayo de 2020, consultado el 18 de mayo de 2020.</ref>
El 15 de mayo, tanto el Centro Conjunto de Advertencia de Tifones (JTWC) como el Departamento de Meteorología de la India (IMD) notaron que 91B se había organizado lo suficiente como para ser garantizado como un sistema que se convertiría en un ciclón tropical significativo. Un día después, el 16 de mayo, se formó el sistema y fue nombrado como depresión tropical 01B, la primera depresión tropical de la temporada de ciclones en el Índico Norte de 2020. Moviéndose hacia el norte, la depresión se organizó continuamente y se convirtió en una tormenta ciclónica unas horas más tarde, recibiendo el nombre de Amphan. El sistema no pudo fortalecerse aún más, ya que la cizalladura moderada del viento situada hacia el este estaba constantemente compensando el lado este de la convección del sistema, haciéndolo asimétrico. Durante este tiempo, las lluvias torrenciales de Amphan tanto en Sri Lanka como en el sur de la India, y se iniciaron advertencias de deslizamientos de tierra y de inundación. El 17 de mayo, las condiciones para una intensificación significativa se hicieron más probables a medida que la cizalladura sur que anteriormente restringía cualquier tipo de intensificación comenzó a despejarse, y la cizalla situada al norte se movió hacia el interior. Posteriormente, Amphan se convirtió en una tormenta ciclónica severa, y luego comenzó a experimentar una intensificación explosiva, según el Centro Conjunto de Advertencia de Tifones (JTWC), con vientos sostenidos de 1 minuto que aumentaron de 75 nudos (140 km/h; 85 mph) a las 18:00 UTC a 115 nudos (215 km/h; 130 mph), equivalente a un ciclón categoría 4 en la escala de huracanes de Saffir-Simpson, en solo seis horas. Además, el IMD actualizó Amphan a un ciclón tropical extremadamente severo en la escala de intensidad del ciclón IMD. En este punto, Amphan era un sistema expansivo, con cimas de nubes que se extendían más de 600 millas náuticas (690 mi; 1,111 km) con convección central súper densa, profunda y simétrica. También mantuvo un ojo nítido de 10 millas náuticas.

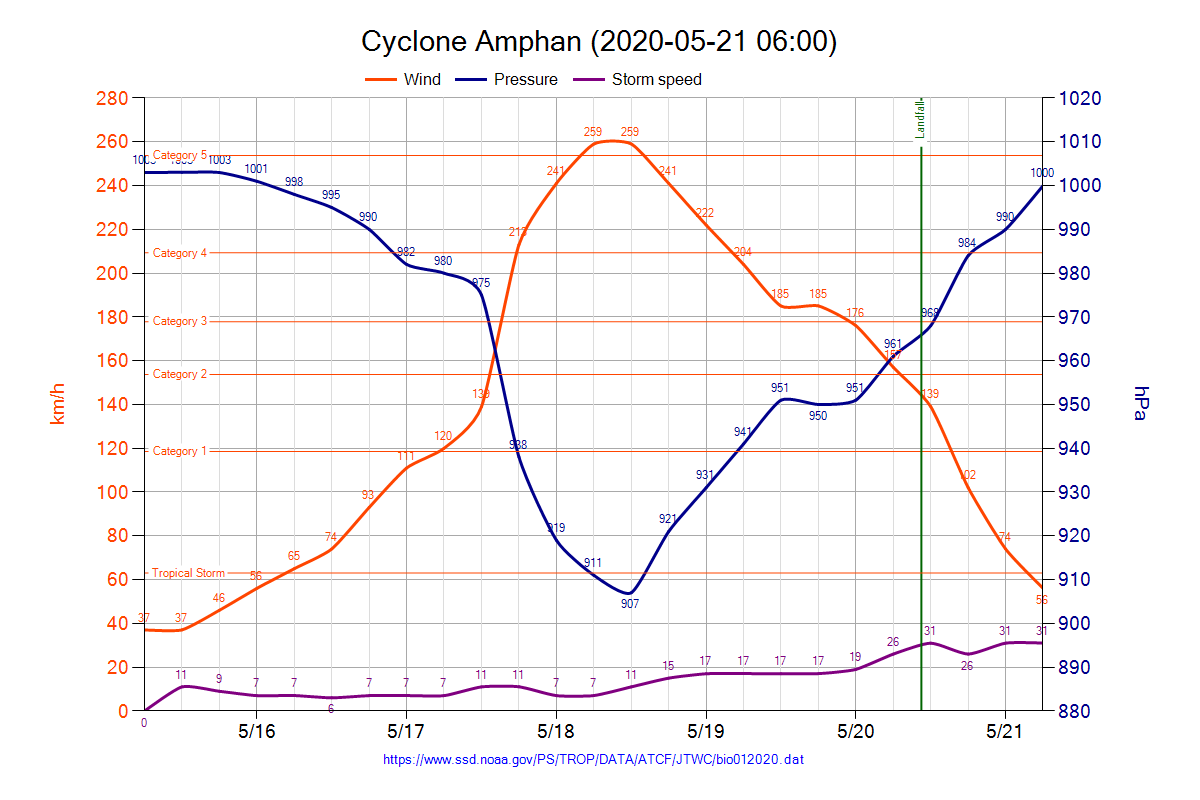
Gráficas de la intensidad del ciclón Amphan

Alrededor de las 00:00 UTC del 18 de mayo, las imágenes de microondas mostraban que se estaba produciendo un ciclo de reemplazo de la pared del ojo con la presencia de dos paredes concéntricas distintas, típicas de ciclones muy intensos. A lo largo del día, Amphan luchó para completar su ciclo de reemplazo de la pared del ojo y, por lo tanto, lo dejó vulnerable al aire seco y al cizallamiento; y la intrusión de aire seco comenzó a ocurrir a fines del mismo día, y la porción noroeste de la pared del ojo comenzó a colapsar como resultado de la intrusión de aire seco. Además, el aumento de la cizalladura debido a los movimientos monzónicos significaba que el cuadrante este del sistema se degradaba continuamente, lo que lo hacía menos simétrico. Alrededor de las 5:30 p. m. IST (12:00 UTC), Amphan tocó tierra cerca de Bakkhali, Bengala Occidental con vientos de 155 km/h (100 mph). A medida que avanzó hacia el interior, se debilitó rápidamente y solo seis horas después de tocar tierra, el Centro Conjunto de Advertencia de Tifones (JTWC) lo rebajó a un ciclón equivalente a la categoría 1 y emitió su advertencia final sobre el sistema a medida que se desorganizaba.

## Preparaciones

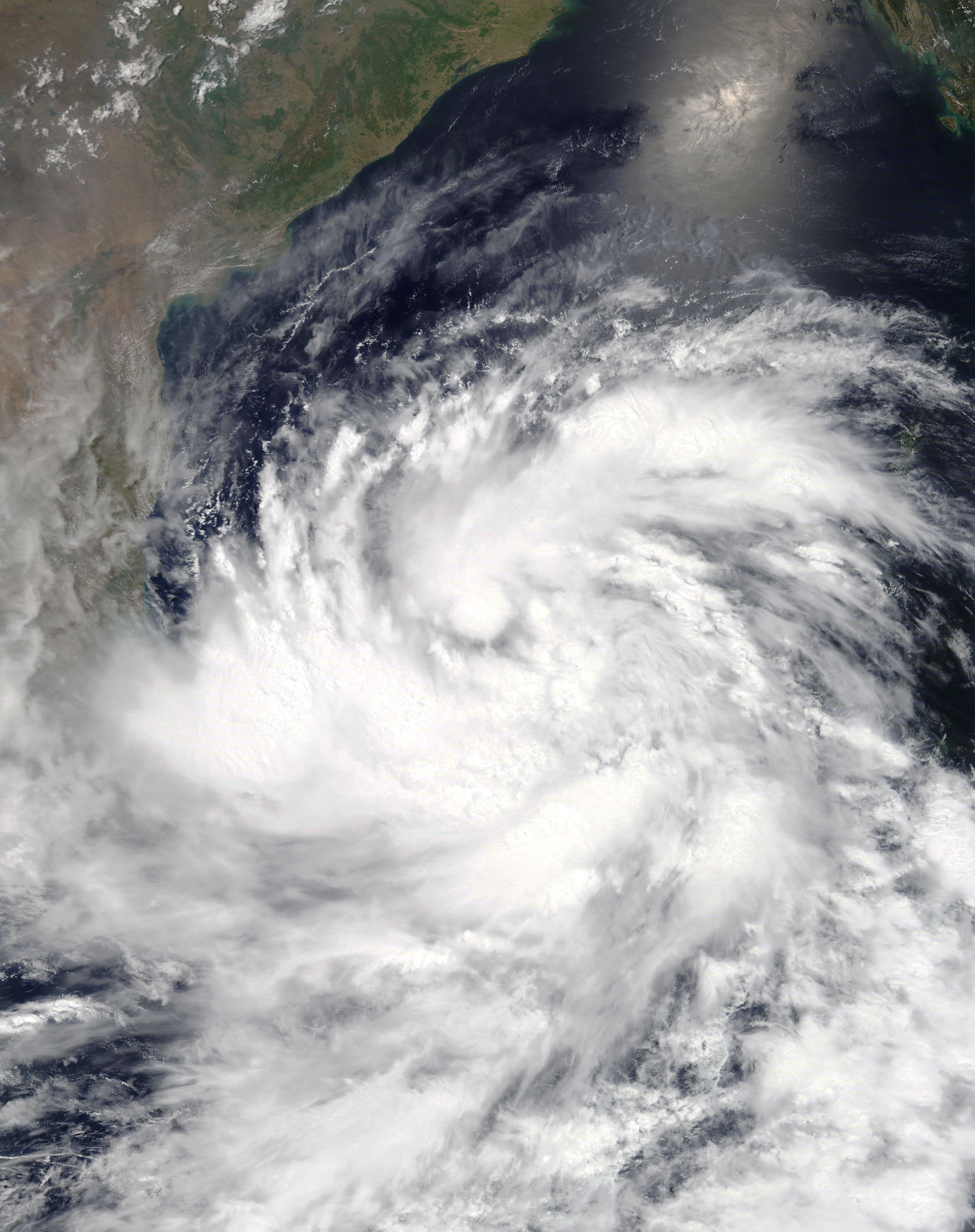
Amphan poco después de ser clasificado como depresión el 16 de mayo

Según el Centro de Desastres del Pacífico de EE. UU., El pronóstico de Amphan puso a 38,9 millones de personas en India y Bangladés en riesgo de exposición a los vientos de la tormenta. La formación del sistema precursor de baja presión llevó al IMD a emitir una alerta ciclónica para la costa de la India a lo largo de la Bahía de Bengala, aconsejando a los pescadores que no naveguen a lugares susceptibles en la Bahía de Bengala del 15 al 18 de mayo. Los pescadores de Sri Lanka también fueron aconsejados por el gobierno nacional para regresar o permanecer en el país. Los barcos y las aeronaves de la Guardia Costera de la India dirigieron los barcos de pesca al puerto en coordinación con las administraciones y los departamentos de pesca de Odisha y Bengala Occidental. Los puertos se despejaron y sus operaciones se suspendieron a lo largo de la Bahía de Bengala y la Corporación de Transporte de Aguas Internas de Bangladés cesó el servicio de ferry a lo largo de las principales rutas en Bangladés. Los departamentos de obras públicas fueron convocados por el gobierno de Odisha para garantizar la resistencia de la infraestructura; se desplegaron equipos y sistemas de respaldo para electricidad y telecomunicaciones para satisfacer estas necesidades, estableciendo líneas de ayuda para la respuesta de emergencia. El servicio de trenes Shramik para trabajadores migrantes se detuvo en Odisha y Bengala Occidental por hasta cuatro días. Los trenes especiales AC Express que operan rutas entre Nueva Delhi y Bhubaneswar fueron desviados para evitar los efectos del ciclón.
El primer ministro Narendra Modi mantuvo una reunión con el ministro del Interior, Amit Shah, el primer ministro de Bengala Occidental, Mamata Banerjee, el primer ministro de Odisha Naveen Patnaik y otros funcionarios el 18 de mayo para revisar los preparativos y los planes de evacuación. Los equipos de Odisha Disaster Rapid Action Force y National Disaster Response Force (NDRF) fueron posicionados previamente en los distritos de Odisha y Bengala Occidental el 17 de mayo para ayudar en los preparativos para Amphan y prestar ayuda cuando sea necesario, con unidades adicionales en espera; Estas unidades podrían trasladarse fácilmente a las áreas afectadas a bordo de los aviones de transporte de la Fuerza Aérea India. La Autoridad Nacional de Gestión de Desastres informó que estas tripulaciones y otros socorristas también necesitarían equipo de protección personal y máscaras N95 debido a la pandemia en curso. Un equipo de buceo de la Armada india fue enviado a Kolkata para ayudar en los esfuerzos de ayuda. El Ministerio de Agricultura de Bangladés aconsejó a los agricultores costeros que cosechen todos los arrozales maduros para mitigar la pérdida estimada del 12 por ciento del rendimiento de los cultivos.
Bangladés solicitó a los agricultores de sus distritos costeros que cosecharan todo el arroz que pudieran y prepararan refugios adecuados. El Departamento Meteorológico de Bangladés emitió la Señal de peligro No. 7 para los puertos de Mongla y Payra, mientras que la Señal de peligro No. 6 para el puerto de Chittagong. El Departamento Meteorológico de Bangladés emitió una Señal de peligro No. 7 para los puertos de Mongla y Payra, mientras que se emitió una señal de peligro No. 6 para el puerto de Chittagong. Las provincias costeras de Tailandia a lo largo del mar de Andaman fueron advertidas por el Departamento Meteorológico de Tailandia de la amenaza de fuertes lluvias el 19 de mayo. Las alertas de tormentas emitidas por el Departamento de Prevención y Mitigación de Desastres de Tailandia abarcaron 62 provincias, incluida Bangkok, mientras que se emitieron advertencias de inundaciones repentinas, olas altas y deslizamientos de tierra para 14 provincias en el sur de Tailandia. El 19 de mayo, el Centro de Gestión de Desastres de Sri Lanka emitió advertencias de inundaciones y deslizamientos de tierra. La Fuerza Aérea de Sri Lanka y la Armada de Sri Lanka estacionaron barcos, helicópteros y tripulaciones en toda la isla para reforzar la respuesta de emergencia. Las provincias costeras de Tailandia a lo largo del mar de Andaman fueron advertidas por el Departamento Meteorológico de Tailandia de la amenaza de fuertes lluvias el 19 de mayo. Las alertas de tormentas emitidas por el Departamento de Prevención y Mitigación de Desastres de Tailandia abarcaron 62 provincias, incluida Bangkok, mientras que se emitieron advertencias de inundaciones repentinas, olas altas y deslizamientos de tierra para 14 provincias en el sur de Tailandia. El Centro Nacional de Hidrología y Meteorología de Bután advirtió sobre la posibilidad de inundaciones repentinas y deslizamientos de tierra en el país. El Departamento de Gestión de Desastres de Bután desaconsejó viajar, especialmente en el sur de Bután.

### Evacuaciones

La animación satelital de Amphan se intensificó rápidamente el 17 de mayo.

El gobierno de Odisha ordenó a los magistrados de cuatro distritos el 15 de mayo que establecieran refugios para posibles evacuados. El secretario jefe de Odisha, Asit Kumar Tripathy, identificó 403 posibles refugios para ciclones en áreas potencialmente afectadas por Amphan, aunque 105 sirvieron como centros médicos temporales para las cuarentenas asociadas con la pandemia concurrente de COVID-19. Los refugios solo podían llenarse hasta un tercio de capacidad para mantener las pautas de distanciamiento social debido a la pandemia. Las restricciones de distanciamiento social en Bengala Occidental redujeron la capacidad de evacuación en refugios de 500,000 a 200,000 personas. Se identificaron edificios adicionales para su posible uso como refugios temporales para reforzar la capacidad de evacuación. La Corporación Municipal de Kolkata localizó escuelas y centros comunitarios que podrían usarse como refugios. Al menos 1.704 refugios se establecieron finalmente en Odisha. Del mismo modo, las restricciones pandémicas en los refugios en Bangladés llevaron a los comisionados adjuntos en 19 distritos costeros a confiscar instituciones educativas y mezquitas para usarlas como refugios. Se abrieron más de 12,000 refugios en todo Bangladés, provistos con alimentos y efectivo de emergencia del Ministerio de Gestión y Socorro en Desastres de Bangladés y con capacidad para 5.19 millones de evacuados. Hubo 5,767 refugios más en Bangladés para Amphan que para el ciclón Bulbul, que azotó el país en noviembre de 2019, debido en parte a las restricciones de distanciamiento social.
Aproximadamente 4.2 millones de personas fueron evacuadas en la costa de India y Bangladés, con aproximadamente 2 millones de India y 2.2 millones de Bangladés. La mayoría de las evacuaciones en Inda ocurrieron en Bengala Occidental. Se esperaba que más de un millón de personas evacuaran áreas cercanas a la frontera entre Bangladés e India. Alrededor de 4.000 personas de la SDRF supervisaron las evacuaciones en India. Las evacuaciones comenzaron el 17 de mayo en Jagatsinghpur, comenzando con los ancianos y las embarazadas que viven en hogares con techo de paja. Se ordenó a los magistrados que comenzaran a evacuar a los residentes de hogares vulnerables y áreas bajas en Odisha al día siguiente. El gobierno de Odia adoptó un enfoque de evacuación más específico para Amphan que en tormentas anteriores donde se utilizaron evacuaciones más generalizadas. El estado tenía capacidad de refugio para hasta 1.1 millones de evacuados, aunque se esperaba que solo se usara el 10 por ciento. El gobierno de Bengala Occidental planeaba evacuar a 200,000 personas de sus hogares antes del 18 de mayo; Cerca de 300,000 personas fueron evacuadas en total del estado, incluidas 200,000 del distrito North 24 Parganas y más de 40,000 de la isla Sagar.. El NDRF informó que más de 500,000 personas fueron evacuadas de Odisha y Bengala Occidental. Los funcionarios más al interior de Dhanbad y Bokaro Steel City, Jharkhand, también recibieron instrucciones de trasladar a las personas de viviendas susceptibles a un lugar seguro. Se esperaba que dos millones de personas evacuaran las zonas bajas de Bangladés el 19 de mayo. Los arrastreros se utilizaron para evacuar a miles de las islas de sedimentos en el Delta del Ganges hacia el continente de Bangladés. Aproximadamente 50,000 personas fueron evacuadas de las islas de los Sundarbans.

## Impacto
| País      | Fallecidos | Ref.          |
| --------- | ---------- | ------------- |
| Bangladés | 26         | [ 76 ]        |
| India     | 88         | [ 77 ] [ 78 ] |
| Sri Lanka | 4          | [ 79 ] [ 80 ] |
| Total     | 118        |               |

### Sri Lanka
El ciclón produjo fuertes lluvias y fuertes vientos en Sri Lanka mientras se intensificaba al este de la isla, afectando a unas 2.000 personas y provocando inundaciones y deslizamientos de tierra. Minor flooding occurred along the banks of the Kalu Ganga. Inundaciones menores ocurrieron a lo largo de las orillas del Kalu Ganga. Dos personas fueron asesinadas como resultado de estas lluvias en el distrito de Ratnapura, una muerta por un derrumbe y otra por un árbol caído. Las lesiones relacionadas con deslizamientos de tierra hospitalizaron a otros residentes en el área. Dos personas murieron en Kegalle, donde cayeron 214 mm (8,4 pulgadas) de lluvia en 24 horas.  Las inundaciones repentinas en Kottampitiya y Pelmadulla provocaron la evacuación de 60 personas de hogares susceptibles a un posible deslizamiento de tierra. Amphan dañó más de 500 casas, de las cuales 145 estaban en Polonnaruwa.

### India

#### India Oriental

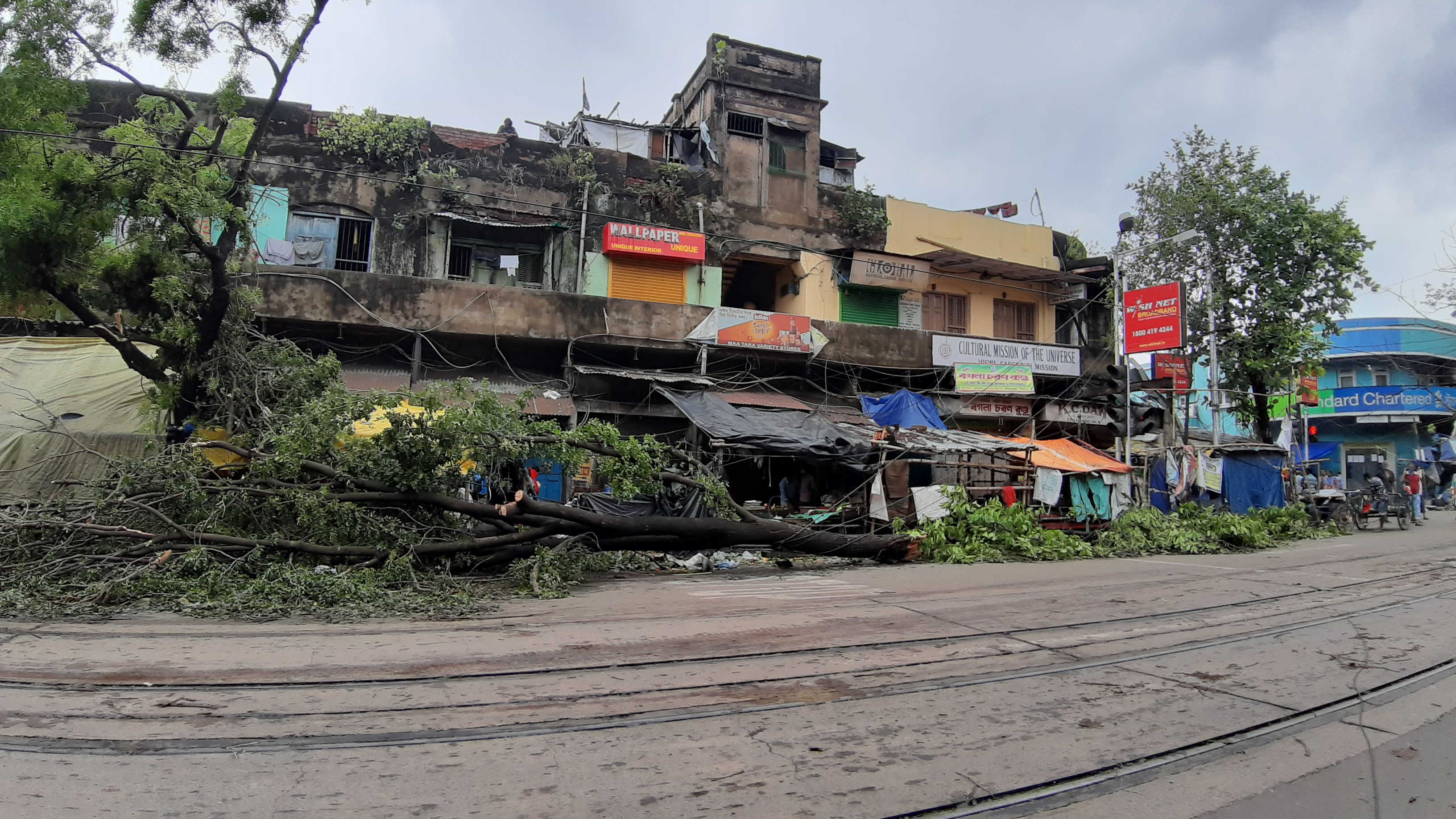
Daño del ciclón Amphan en Calcuta

La Bengala Occidental, el epicentro de la llegada del ciclón, vio el daño más extendido de Amphan. La tormenta fue considerada la más fuerte en la región en más de una década. Una marejada ciclónica estimada de 5 m (16 pies) inundó una amplia franja de comunidades costeras y las comunicaciones se cortaron. Las mayores inundaciones se esperaban en los Sundarbans, donde las inundaciones podrían extenderse 15 km hacia el interior. Las ráfagas de viento a lo largo de las zonas costeras se midieron hasta 150-160 km/h (93-99 mph). En Calcuta, vientos dañinos de hasta 112 km/h (70 mph) volcaron vehículos y rompieron árboles. Miles de casas de barro fueron dañadas en el vecino distrito de Hooghly. Al menos 72 personas murieron en Bengala Occidental, 15 en Calcuta misma; la mayoría de las muertes se debieron a electrocución o al colapso de viviendas. Cientos de casas fueron destruidas en el sur de 24 Parganas y los terraplenes quebrados provocaron la inundación de aldeas y franjas de tierras de cultivo. El daño allí fue más extenso que en el ciclón Aila en 2009. En Bengala Occidental, 88,000 hectáreas (217,000 acres) de arrozales y 200,000 hectáreas (500,000 acres) de cultivos de sésamo y vegetales. Calcuta solo ha perdido 5.000 árboles en el ciclón. El gobierno estimó que las pérdidas en todo el estado fueron de ₹1 billón (US$ 13,2 mil millones). La vecina Orissa Pradesh experimentó efectos significativos, con ráfagas de viento que alcanzaron los 106 km/h (66 mph) y precipitaciones de hasta 197.1 mm (7.76 in) en Paradip.. Sesenta y cinco subestaciones eléctricas se vieron afectadas, dejando 1,9 millones sin electricidad. Dos personas murieron en Orissa, una por ahogamiento y la otra por un muro derrumbado. La velocidad máxima del viento de 120 km por hora debido al ciclón Amphan se registró en la costa de Dhamara en el distrito de Bhadrak, mientras que en Paradip fue de alrededor de 100 km por hora. El ciclón arrancó árboles y postes eléctricos doblados en los distritos costeros de Odisha de Kendrapara, Jagatsinghpur, Bhadrak y Balasore.

#### Sureste de la India
Las lluvias y los fuertes vientos de Amphan azotaron muchos distritos en Kerala a partir del 16 de mayo. Las tormentas eléctricas asociadas con Amphan causaron severa erosión costera en el suburbio de Valiyathura de Thiruvananthapuram, dañando carreteras y destruyendo hogares y amenazando con desplazar a más de cien familias de sus hogares. Los fuertes vientos causaron graves daños en el distrito de Kottayam, especialmente en Vaikom taluk, donde se vieron afectadas las casas y los templos y se derribaron árboles y postes eléctricos. El techo de tejas del Templo Vaikom Mahadeva fue dañado por estos vientos. Un peaje por daños de $1.47 mil millones de rupias (US $19.3 millones) resultó de la destrucción de 16 casas y el daño parcial de 313 casas. Una escuela secundaria utilizada como refugio para personas sin hogar se derrumbó, causando heridas leves. Tamil Nadu se enfrentó a algún impacto del ciclón. Fuertes vientos dañaron al menos 100 barcos anclados en el distrito de Ramanathapuram. La erosión costera de los mares agitados generada por Amphan llevó al colapso de tres casas en Bommayarpalayam en el distrito de Viluppuram. Aproximadamente 35 acres de cultivos de banano alrededor de Gandarvakottai y Aranthangi fueron destruidos. Las áreas del norte del estado tienen condiciones de ondas de calor durante una semana porque Amphan tomó toda la humedad del área.
En Sooradapeta, cerca de Kakinada en Andhra Pradesh, los mares agitados destruyeron 35 viviendas y dañaron varias más.

### Bangladés
Los efectos dañinos comenzaron en Bangladés antes de tocar tierra en Amphan a medida que aumentaron los niveles de agua costera. Los terraplenes derrumbados llevaron a la inundación de 17 aldeas en Galachipa, Kalapara y Rangabali. La marejada ciclónica destruyó al menos 500 hogares en una isla dentro del distrito de Noakhali.
Al menos siete personas murieron en incidentes relacionados con la tormenta, incluido el líder del Programa de Preparación para Ciclones Shah Alam, quien se ahogó cuando su bote volcó. El daño preliminar en todo el país alcanzó ৳ 11 mil millones (US $130 millones). Los apagones dejaron a más de 10 millones de personas sin electricidad. Las inundaciones dañaron o destruyeron severamente alrededor de 3.000 granjas de camarones y cangrejos. En Purba Durgabati, parte de un dique fue arrastrado por aguas de inundación de hasta 4 metros (13 pies) de altura, provocando la inundación de 600 casas. Las autoridades temían que Amphan fuera la tormenta más mortal desde el ciclón Sidr en 2007, que mató a unas 3.500 personas. El departamento meteorológico de la India pronosticó mareas de tormenta de hasta 10-16 pies (3-5 metros). En la ciudad de Khulna, al norte de los Sundarbans, al menos 83,000 casas fueron dañadas o destruidas. El gobierno teme por US $1.5 mil millones en daños.

### Bután
Los remanentes de Amphan produjeron varios días de clima inestable en Bhután, y el distrito de Tsirang en particular vio tres días de fuertes lluvias. Los deslizamientos de tierra y los desprendimientos de rocas en todo el país bloquearon las carreteras y las viviendas dañadas. Las inundaciones repentinas en Threna dañaron los cultivos y provocaron la evacuación de cinco hogares. Diecisiete yaks y caballos murieron en los gewogs de Lingzhi, Naro y Soe. Como resultado del daño a los cables de fibra óptica en Calcuta, Bhutan Telecom experimentó una pérdida total de servicio durante 17 horas del 20 al 21 de mayo y TashiCell vio una interrupción del 60 por ciento. Se produjeron cortes de energía en Drepong, Gongdu, Jurmey, Kengkhar y Silambi gewogs. La lluvia resultó beneficiosa para la producción de energía hidroeléctrica del país con la planta hidroeléctrica de Mangdechhu que produce 791.39 MW de potencia, más que su capacidad prevista de 720 MW.

## Sucesos
El 22 de mayo, el primer ministro Narendra Modi realizó una inspección aérea sobre Calcuta, junto con la ministra principal Mamata Banerjee. Modi anunció un alivio inmediato de ₹10 mil millones (US $132 millones) para Bengala Occidental y un alivio de ₹ 5 mil millones (US$ 66,2 millones) para Odisha. De antemano, Modi anunció que se proporcionarían ₹200,000 (US$ 2,650) a los familiares de las personas que murieron durante la tormenta, y ₹ 50,000 (US$ 660) se otorgarían a cada persona herida.
El Ministerio de Gestión de Desastres y Socorro en Bangladés aprobó un presupuesto de ৳2,5–3 mil millones para reparar terraplenes dañados por Amphan. Se distribuyeron otros ৳ 1.5 mil millones a cada distrito fuertemente afectado por la tormenta, junto con 500 paquetes de láminas de estaño corrugado.